# Jirō Kawakita
Jirō Kawakita (川喜田 二郎, Kawakita Jirō), né le 11 novembre 1920 - décédé le 8 juillet 2009, est un ethnologue japonais, premier personnage de l'ethnogéographie au Japon et ancien chercheur au Népal, inventeur de la méthode KJ.

## Biographie
Il a étudié la géographie à l'université de Kyoto, où il a obtenu un Bachelor of arts en 1943.
Il exerce comme professeur de géographie à l'université d'Osaka de 1950 à 1960, puis comme professeur d'anthropologie à l'Institut de technologies de Tokyo, de 1960 à 1969. En cours d'année universitaire, il en démissionne pour créer une « université libre », Ido Daigaku. Cette université ouverte aux participants de plus de 18 ans de toutes nationalités propose des séminaires de 15 jours abrités sous tentes, tout comme les dortoirs, avec une organisation collective et autogérée pour la cuisine. Jirō Kawakita souhaite par ce biais rompre avec le système traditionnel universitaire qu'il juge sclérosé ;  il y enseigne jusqu'en 1977 la méthode de résolution de problème, dit méthode KJ, qu'il a mise au point. 
Dès les années 1950 en effet, il a effectué un travail de terrain dans la vallée Sikha située au sud-ouet de l'Annapurna, au Népal. Voulant aller au-delà de son travail académique et scientifique en ethno-géographie, botanique et agriculture, par affection pour ce pays, il décide d'y conduire un projet technologique à petite échelle. 
Ses recherches montrent en effet que cette vallée est en plein désastre écologique. La croissance de la population durant le siècle précédent de 500% a poussé les habitants à abattre la forêt pour augmenter la surface cultivable et de pâture ce qui a provoqué érosion des sols, détérioration de la productivité et émigration.
Alors il prend le temps de dialoguer, de travailler avec la population. Il pratique ce qu'il appelle une « approche par les problèmes clés » (Key Problem Approach). Tous les villageois étant impliqués, ils sont très motivés.
Ce travail est le point de départ de la méthode KJ, qu'il développe ensuite au Japon.

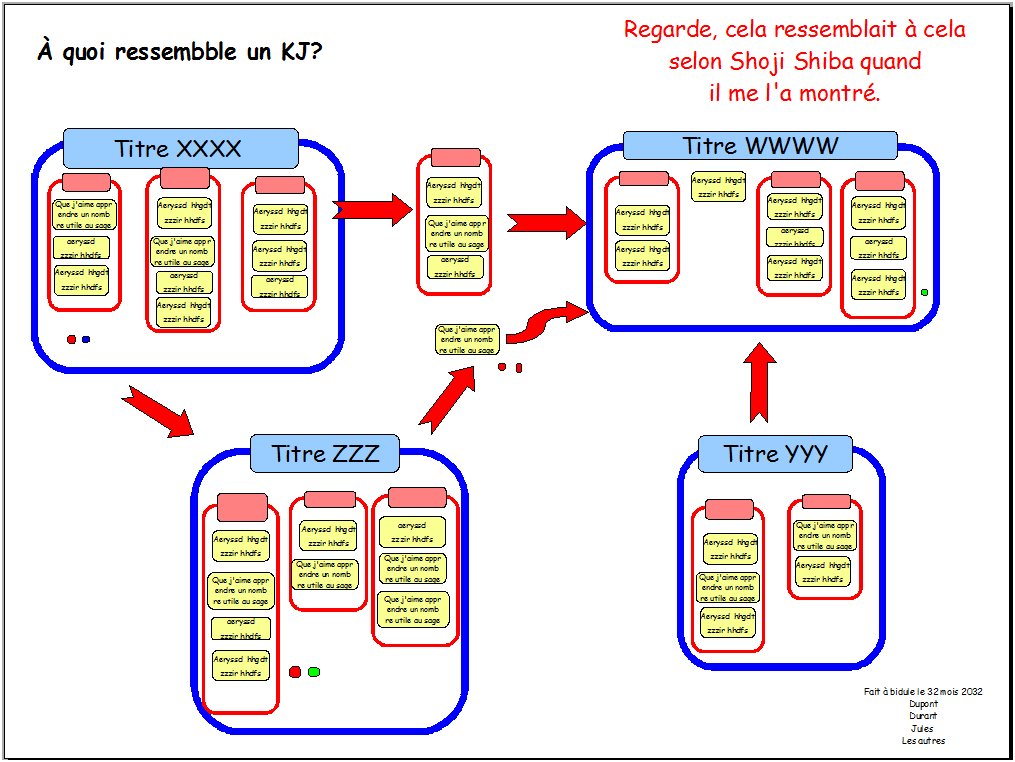
Un exemple de diagramme KJ

Il a été professeur à l'université Chuō de Tsukuba, puis directeur de l'institut de Kawakita.
En 1984 il a reçu le Prix Ramon Magsaysay (Paix et compréhension internationale).
Il est décédé à 89 ans le 8 juillet 2009.

## La méthode KJ
Son expérience de terrain lui a permis de développer la méthode KJ (en français : Diagramme d'affinité) pour la classification des renseignements et l'aide de représentations telles que l'image ci-contre. 
Cette méthode a été introduite dans le monde occidental par Shoji Shiba comme outil de management par la qualité totale à partir de 1985.

## Prix et distinctions
- Prix Ramon Magsaysay en 1984
- Prix de la culture asiatique de Fukuoka en 1993